# Nicole Oresme
Nicole Oresme (latinul: Nicolaus Oresmius), (1320/1325 körül – 1383. július 11.) latinul és franciául író középkori francia teológus, filozófus, fizikus, csillagász; élete végén pedig Lisieux püspöke.

## Élete
A Párizsi Egyetemen tanult teológiát, majd 1356-ban a Navarrai Kollégium vezetője lett. 1362-től teológiai magiszter, 1377-től Lisieux püspöke. Itt hunyt el 1382-ben.

## Művei
Művei részben latin, részben francia nyelven készültek, így övé – és nem a XVII. századi Descartesé a dicsőség, hogy elsőként használta a francia nyelvet nagy tudományos és filozófiai igazságok kifejezésére. Franciára fordította Arisztotelész Politikáját és Nikomakhoszi etikáját; illetve önálló közgazdaságtani műveket is készített francia nyelven, így a Livre de politique, a Livre appelé cénomique, és a De l'origine, nature et mutaton des moines címűeket. Francia nyelvű a csillagászattal foglalkozó Traité de la sphère, és a Commentaire aux livres du Ciel et du Monde. Latin nyelvű a De difformitate qualitatum, illetve Arisztotelész Fizikájához és Meteorológiájához írott kommentárja.
Oresme világosan felismerte a testek esésének törvényét, a Föld naponkénti mozgását, és a koordináta-rendszer használatának előnyeit. Utóbbival kapcsolatban úgy véli, hogy „minden fokozatokkal rendelkező intenzitást függőleges egyenesek segítségével úgy kell elképzelni, amelyeket az ezen intenzitással rendelkező helynek vagy tárgynak megfelelő vízszintes vonal minden egyes pontjából húzunk.” Két ugyanolyan fajta intenzitás aránya mindig megfelel az őket ábrázoló vonalak hosszának, és megfordítva. Olyan ábrázolási mód ez, amely egyenes érvényű. Oresme tehát azt javasolja, hogy egy „lineáris minőség” (lat. Qualitas linearis) variációit úgy ábrázoljuk, hogy jelöljünk ki egy vízszintes egyenesen egy szakaszt, amelynek hossza annak az időtartamnak felel meg, amelynek során e minőséget meg akarjuk figyelni, és ennek minden pontjából húzzunk egy függőleges vonalat, amelynek magassága arányos a tanulmányozott minőség intenzitásával. Így olyan ábrát kapunk, amelynek tulajdonságai megfelelnek a tanulmányozott minőség tulajdonságainak, és amely lehetővé teszi, hogy ezeket „világosabban és könnyebben” fogjuk fel, „mert valami hozzájuk hasonló dolog van rajzolva egy síkra, és ezt a dolgot, látható példával világossá téve, gyorsabban és tökéletesebben ragadja meg a képzelet… Mert az ábrák általi elképzelés nagyban segít maguknak a dolgoknak a megismeréséhez.” Oresme egyébként a grafikus ábrázolás kapcsán nem ragaszkodott a derékszögű koordinátákhoz, lehetségesnek tartotta egy jelenség intenzitásváltozásainak más eljárásokkal való szemlélését is, és nagyon jól megértette a geometriai ábrázolások olyan viszonyoknak való megfeleltethetőségét, amelyeket ma algebrai eszközökkel fejezünk ki.
Oresme másfelől a mechanikában Szászországi Albert azonos elveiből kiindulva felfedezte azt a törvényt, amely szerint egy egyenletesen változó mozgással haladó test által megtett út hossza az idővel arányos. Az általa lefektetett elveknek megfelelően alkalmazza a testek esésének tanulmányozására a derékszögű koordinátákat, és pontosan meghatározza az ezen ábrázolás helyességéhez szükséges feltételeket. Az egyenletesen gyorsuló sebességnek nevezett minőség intenzitásának változását tanulmányozva Oresme kimutatja, hogy ez megfeleltethető az egyenletes mozgásnak: az egyenletesen változó mozgással haladó test által megtett út egyenlő azzal az úttal, amelyet ugyanannyi idő alatt az az egyenletesen mozgó test tesz meg, amelynek sebessége egyenlő az előző test által az idő felének elteltekor elért sebességgel. Oresme tehát meghaladta Jean Buridant, és felfedezte az igazságot, amely számos közvetítő folyamatos során el fog jutni Galileiig.
Ha Oresme Descartes és Galilei vizsgálódásának csupán távoli megelőlegezője is, Kopernikusznak közvetlen előfutára. A Traité du Ciel et du Monde című értekezésében valóban azt állítja, hogy ”semmiféle tapasztalattal nem bizonyítható, hogy az ég naponként ismétlődően mozog, a Föld pedig nem”, és hogy e tapasztalatilag nem bizonyítható tétel ésszel sem bizonyítható; majd felhoz „több szép érvet annak alátámasztására, hogy a Föld naponta ismétlődő forgással mozog, az ég pedig nem”, végül pedig rámutat, „mennyire hasznosak az efféle megfontolások hitünk védelme szempontjából.” Kétség kívül túlzás volna egyedül Oresme-nek tulajdonítani e felfedezés dicsőségét. A Föld nap mozgásának elmélete mindenki előtt ismert volt Párizsban a szabad művészetek fakultásán Oresme idejében. Azonban ennek bizonyításra csak Oresme tett kísérletet.